# Jesús Ortiz
Jesús Ortíz Luis (17 aprile 1954) è un ex schermidore cubano.

## Biografia
Ha partecipato ai Giochi della XXII Olimpiade di Mosca nel 1980.

## Palmarès
In carriera ha conseguito i seguenti risultati:
- Giochi Panamericani:

Caracas 1983: oro nella sciabola a squadre.
Indianapolis 1987: oro nella sciabola a squadre.